# Quantum Rose
Quantum Rose (titre original : The Quantum Rose) est un roman de science-fiction de la romancière américaine Catherine Asaro publié en 2000 et traduit en français en 2004. Il a obtenu le prix Nebula du meilleur roman en 2001.

## Éditions
- The Quantum Rose, décembre 2000, Tor Books, 398 pages  (ISBN 0312890621) ;
- Quantum Rose, novembre 2004, traduit de l'anglais par Sylvie Denis et Roland C. Wagner, éd. Mnémos, coll. "Icares SF", 480 pages  (ISBN 2915159300) ;
- Quantum Rose, décembre 2007, traduit de l'anglais par Sylvie Denis et Roland C. Wagner, éd. Pocket, coll. Science-fiction no 5950, 608 pages  (ISBN 9782266177108).

## La Saga de l'Empire skolien
- Point d'inversion
- Radiance
- Quantum Rose
- Soleil ascendant